# Nacimiento digital
El término natidigital o "nato-digital", refiere a materiales creados de manera digital. Este concepto contrasta con el cambio a formato digital, de materiales analógicos a digitales. Es más conmunmente utilizado al hablar de bibliotecas digitales y el trabajo que realizan en materia de preservación digital y propiedad intelectual.  Aun así, con el avance de la tecnología el concepto origen digital, también se utiliza para analizar las relaciones que los consumidores establecen con la tecnología y el mundo digital, a través del uso de dispositivos como e-book o la música digital.”

## Discrepancias en definición
Existe cierta inconsistencia en la definición del concepto. Algunos consideran que los materiales natidigitales deben existir de manera exclusiva, obviando la posibilidad de ser creados en un formato analógico.  Aun así, otros mantienen que mientras estos materiales a menudo no tienen un formato analógico, esta característica no les garantiza ser definidos como materiales natidigitales.' En este sentido, Mahesh y Mittal identifican dos tipos de creaciones natidigitales, aquellas que son exclusivamente digitales y las que son digitales para ser impresas, lo que nos permite poder clasificar de manera más amplia los diferentes materiales natidigitales. "Digital Content Creation and Copyright Issues," (enlace roto disponible en Internet Archive; véase el historial, la primera versión y la última). The Electronic Library 27, no 4 (2008), 678.</ref>
Además,  se señala que hay producciones que pueden incorporar componentes de materiales natidigitales como materiales digitalizados, lo cual viene a complejizar la definición del concepto. Por ejemplo, un vídeo digital se genera a partir de una película histórica que ha sido modificada para adaptarse a lo digital. Es importante tener en cuenta estas discrepancias cuando se piensa en materiales natidigitales y sus efectos.

## Concepto como Fenómeno y Tendencias

### Tendencias
Los materiales natidigitales son generalmente encontrados en la sección de e-books. A menudo ofrecen los formatos digitales a un costo más reducido a las versiones impresas o bien producen " publicaciones digitales exclusivas " para que sean usadas por los lectores de libros electrónicos, como el Kindle. A menudo ofrecen los formatos digitales en un redujo costado al imprimió versiones o más producir “digital-publicaciones exclusivas” para uso en e-lectores de libro, como el Kindle. Un ejemplo de estas estrategias de marketing fue el lanzamiento en simultáneo del Kindle 2 con la novela de Stephen King Ur.

## Ejemplos
A continuación se muestran una serie de ejemplos de medios de comunicación natidigitales:

### Cosas que siempre han sido natidigitales
Estos son ejemplos de medios de comunicación fueron creados tras el surgimiento de Internet y que se consideran natidigitales desde su ceración:
- Sitios web, foros, comunidades, wikis.  Cualquier cosa que ha sido creada en un entorno digital.

El sitio web de Borndigital , fue establecido en 1994. El espacio fue venido en 2011.

### Cosas que han cambiado para migrar al mundo digital
Muchas de estas cosas fueron previamente analógicas, aunque cada vez las encontramos en sus nuevos formatos digitales.
- Libro electrónico, los cuales son archivos electrónicos en exhibiciones digitales.[7]
- Los diarios en línea,
- Fotografías,
- Webcomics los encontramos en línea y están consideras ser natidigitales.  Webcomics Seguir la tradición de usuario-contenido generado y más tarde puede ser imprimido por el creador, pero cuando eran originalmente escogidos para ser diseminados a través del internet,  están considerados para ser “nacidos-medios de comunicación” digitales.
- Internet espectáculos de televisión diseminada (estos son específicamente mostrados exclusivamente en el internet, no reestrena disponible en línea).  Ejemplos de estos incluir espectáculos de internet de longitud llena, como El Gremio, así como shorts, los cuales son cualquier usuario -contenido generado o utilizado como material promocional por industrias. El Gremio está mencionado específicamente porque tiene una serie formato basado mucho como espectáculos que existe en televisivo hacer.[8] Una serie aquello ha sido distribuido en línea incluye el #dr. Horrible es Cantar A lo largo de Bloguear cuál ha conseguido mucha atención de medios de comunicación para el internet-decisión disponible. Recientemente, el #dr. Horrible ha conseguido atención más lejana a través de ganador una Emmy para corto-formato diversión de acción viva.[9]
- Los registros electrónicos son los productos de la cantidad vasta de la información creada por organizaciones y @individual en ordenadores.  Los ejemplos son email , palabra-procesó documentos, y electrónicos spreadsheets.  Tan registros,  tienen que existir en el contexto de otras actividades.[10]  Han devenido cada vez más importantes en el encuadre de gobierno, tan más y más comunicación en la edad tecnológica hecha digitalmente y las leyes en varios países requieren que esta información ser preservado.[11]  Los registros médicos electrónicos también están viendo adopción pesada.
- Registros de sonido digital: la naturaleza digital de registros de sonido no es un fenómeno nuevo;  ha jugado una función desde el @1970s con la aceptación de pulso-modulación de código (PCM) en el proceso de registro.[12]  Desde entonces lo ha devenido la manera fundamental que el sonido está grabado y entregó.  Un número de medios de almacenar y entregando el audio digital ha desarrollado, incluyendo corrientes de web, mp3 y discos compactos archivos de audio.[12]  Cada vez más, más y más el audio digital ha devenido disponible cuando ‘descarga sólo,' careciendo de cualquier clase de tangible counterpart.  Un ejemplo de esta tendencia es el “notable” 2008 registro de Hector Berlioz  Symphonie fantastique por Los Ángeles Philharmonic debajo Gustavo Dudamel.[13]  Disponible a través de descargar sólo,  tiene presentó problemas para bibliotecas cuáles pueden querer llevar este trabajo pero puede no debido a autorizar limitaciones.[13]  Otro ejemplo, esto uno más comercial, es Radiohead 2007 liberación En Arcos iris, liberó inicialmente como descarga digital sólo; aun así  dirija este asunto de acceso, cuando el registro estuvo liberado físicamente más tarde en el año.

## Etimología
El concepto "borndigital" es de origen incierto. Mientras pueda haber ocurrido a personas múltiples en varios tiempo,  esté acuñado independientemente por desarrollador de web Randel (Rafi) Metz en 1993, quién adquirió el nombre de ámbito "borndigital.com" entonces y sostuvo él como sitio web personal para 18 años hasta que 2011. El ámbito es ahora poseído por un desarrollador de web en Nueva Zelanda. El original borndigital el sitio web es archived aquí.

## Implicaciones de nacidos-contenido digital
Hay muchos emite aquello acompaña el aumento en nacido-material digital sobre los años, hablando particularmente a su formato y cantidad.  Todo de estos asuntos afecta contenido digital en general, pero está aumentado para nacido-contenido digital cuando a menudo sólo existe digitalmente y constantemente está siendo creado en este entorno muy inestable.

### Preservación digital
La preservación digital implica las muchas actividades necesarios de habilitar acceso continuo a contenido digital.  Estas actividades incluyen “colección, descripción, migración, y almacenamiento redundando.”   Nacido-materiales digitales dificultades seguras presentes en esta misión.  Tan con otros objetos digitales, la preservación tiene que ser una garantía continua y regular , cuando estos materiales no muestran las mismas clases de adelantó advertir señales de degradación que impresión y seguro otros materiales físicos hacen.  Procesos invisibles como mordió la podredumbre puede dirigir a irreparable daño.  En otros casos, como en la Web, nacido-el contenido digital es particularmente efímero y cambios, o incluso desaparece, muy deprisa; los lapsos en preservación pueden causar estos materiales para huir para siempre.  Aquellos preservando los materiales digitales también se tienen que preocupar aproximadamente cambiando tecnologías y el riesgo de obsolescencia digital.
Muchas cuestiones surgen considerar qué tendría que ser archived y preservado y quién tendría que emprender el trabajo.  Cantidades vastas de nacidos-el contenido digital está creado constantemente y las instituciones están forzadas para decidir qué y cuánto tendría que ser salvado.  Porque enlazando juegos #un función tan grande en el encuadre digital, en la Web, en wikis y blogs, en revistas electrónicas, y más allá, si una responsabilidad existe para mantener acceso a enlaces (y por lo tanto contexto) está debatido, especialmente cuándo considerando el alcance de tal tarea.  Además, desde editorial no es tan delineado en el reino digital y las versiones preliminares de trabajo son cada vez más hechos disponibles, sabiendo cuándo al archivo presenta complicaciones más lejanas.

### Propiedad intelectual
En colecciones en desarrollo y haciendo nacidos-el contenido digital disponible, las bibliotecas tienen tenido que tratar asuntos de propiedad intelectuales complejos.  Leyes internacionalmente tratando los derechos con respecto a trabajos estuvieron creados para tratar trabajos analógicos; cuando tal, provisiones como el primer-doctrina de venta de ley de copyright de los EE. UU., el cual habilita bibliotecas para dejar materiales a patrons, no ha sido aplicado al reino digital Por tanto, seguro copyrighted contenido digital que está autorizado más que poseído, cuando es común con muchos materiales digitales, es a menudo de uso limitado desde entonces no pueda ser transmitido a patrons en varios ordenadores o dejados a través de un interloan acuerdo.  También, los trabajos fácilmente pueden sufrir menoscabo debido a virus o problemas de sistema, mientras las licencias y la encriptación a menudo impiden la capacidad de copiar, necesario de proteger una compra e impedir obstrucción de acceso.  Carencia de la propiedad también deja bibliotecas con nada cuando su licencia expira, a pesar de los costes ya pagaron.  Estos problemas generalmente han ido no resueltos, con personas todavía trabajando hacia soluciones.  Aun así, con consideraciones a las funciones de preservación de bibliotecas y archivos y la necesidad subsiguiente de hacer copias de nacidos-materiales digitales, las leyes de muchos países han sido cambiando, dejando para acuerdos para ser hechos entre estas instituciones y los titulares de derechos de nacidos-contenido digital.
Aun así, los consumidores también han tenido que tratar propiedad intelectual cuando se preocupa su propiedad de y capacidad de controlar el nacido-material digital que compran.  La piratería prueba para ser un problema más grande con objetos digitales, incluyendo los que nacen-digitales, porque tales materiales pueden ser copiados y extendidos en condición perfecta con velocidad y distancia en una escala inconcebible para impresión tradicional y materiales físicos.  Otra vez, el primer-doctrina de venta, el cual, de un consumidor standpoint, deja compradores de materiales para vender o dar fuera elementos (como libros y CDs), no es todavía aplicado eficazmente a objetos digitales. Tres razones para este tiene sido identificado por Victor Calaba: “...Primero, acuerdos de licencia impusieron por fabricantes de software típicamente prohíben ejercicio de la primera doctrina de venta; segundo, ley de copyright tradicional no puede apoyar aplicación de la primera doctrina de venta a trabajos digitales; finalmente, el [ Acto de Copyright de Milenio Digital ] funcionalmente impide usuarios de hacer copias de digitized trabajos y prohíbe el necesario bypassing de mecanismos de control del acceso para facilitar una transferencia.”

### Efectos en industrias
Tan elementos más comerciales han movido hacia devenir nacido-digital, la cara de industrias seguras ha empezado para cambiar y adaptar.  Algunos del más afectados es en relación a libros, periodicals, y música.  El e-sector de libro de la industria de libro ha flourished en años recientes, con números crecientes de e-libros y e-lectores de libro que son desarrollados y vendidos, y aumentando números de los libros que nacen-digitales.  Dando en a esta tendencia, algunos casas editoriales, incluyendo importantes unos como Arlequín, ha formado imprints para digital-libros únicos. Editores quiénes adoptan estos digitales imprints ver oportunidades de salvar costes en cosas como imprimir.  Aun así, este e-editorial también da autores más independencia de sus editores, porque el mercado digital crea una conexión más directa entre autores, sus trabajos, y la audiencia.
De modo parecido, editores de revista han visto ventajas a nacidos-publicaciones digitales.  Cada vez más las instituciones son más interesadas en suscribir a versiones digitales de revistas, algo observó tan algunos revistas eruditas haber unbundled su impresión y ediciones electrónicas y dejados para suscripción separada; estas tendencias han creado cuestiona aproximadamente qué económicamente la producción sostenible de versiones de impresión es.  Ya, algunos revistas importantes como aquel de la Sociedad Química americana ha hecho cambios significativos a sus ediciones de impresión para cortar costes, y muchos ven un movimiento hacia exclusivamente revistas digitales tan en el horizonte.  Estas tendencias han derramado encima a la industria de revista también. Revista de PC fue "100% digital" en temprano 2009, explicando "...Aquello el gasto que crece nunca de la impresión y la entrega giraba la creación de un producto físico a un untenable proposición empresarial."
La industria de música ha cambiado dramáticamente con el aumento en música digital, específicamente descargas digitales.  Ha Habido un aumento dramático en actividad de descarga en el milenio nuevo, cambios de señalización en comprar hábitos.  El formato digital y consumidores' creciendo la comodidad con él ha dirigido a aumentar ventas en pistas solas. Este crecimiento es claramente quieto underway, con todo del diez que vende mejor singles desde entonces 2000 habiendo sido liberado desde entonces 2007.  Esto no necesariamente señala la defunción de CDs, cuando son aún más populares que álbumes digitales, pero muestra que esto cambiando nacido-el contenido digital es habiendo una influencia significativa en ventas y la industria.